# Filippo Ugoni
Filippo Ugoni (né à Brescia et mort au XIIIe siècle) est un homme politique et chef militaire italien du parti guelfe.

## Biographie

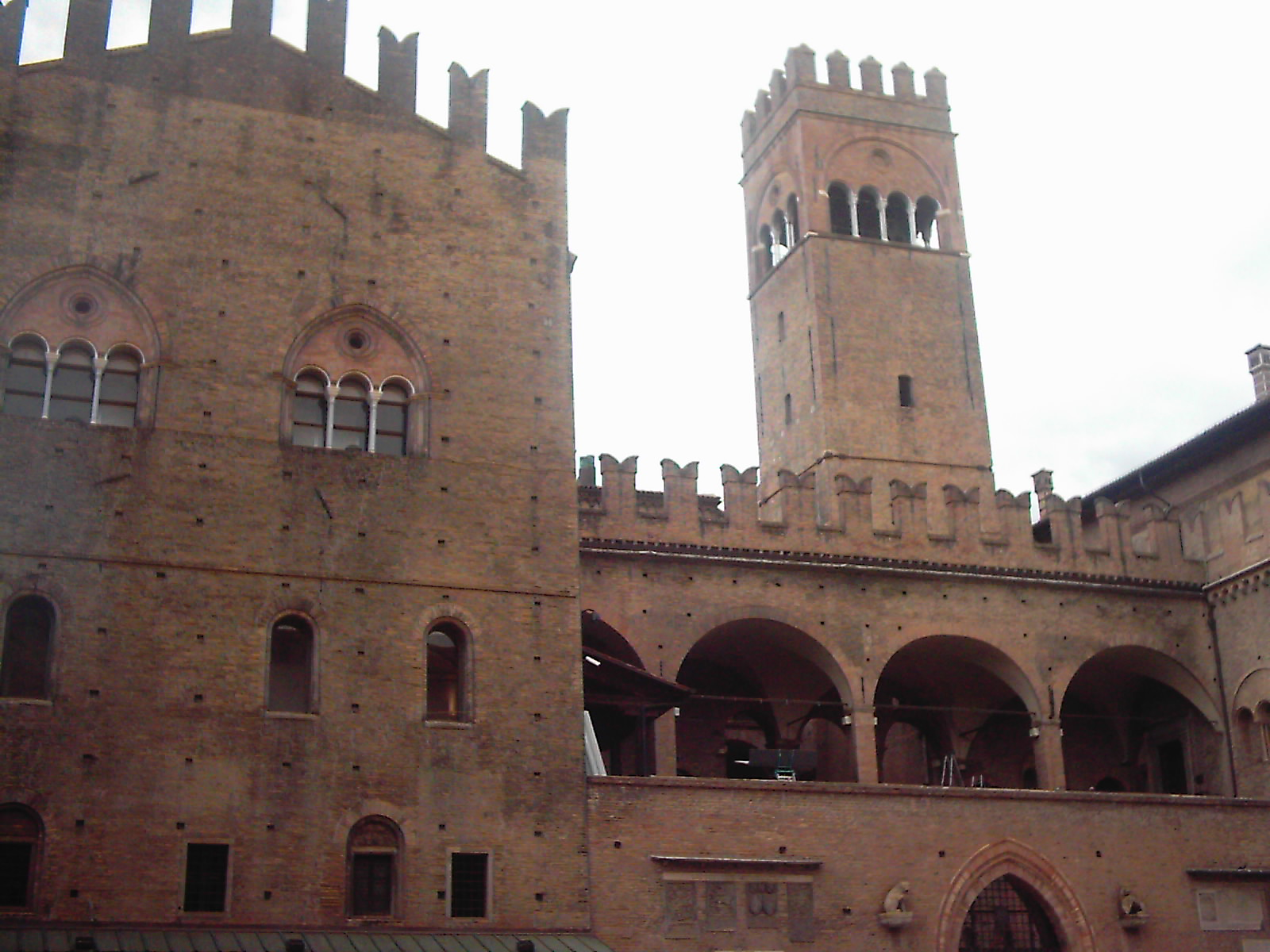
Bologne, Palazzo Re Enzo.

Il est le personnage le plus célèbre de l'ancienne et noble famille bresciane des Ugoni (it),.
Il entame sa carrière de podestat en 1245 à Bologne, où il lance la construction du Palazzo Re Enzo et se distingue dans la lutte contre les Gibelins de Modène. Lors de son deuxième mandat de podestat à Bologne en 1249, pendant la bataille de Fossalta, les Bolonais, menés par Filippo Ugoni, capturent le roi Enzo de Souabe et le retiennent en lieu sûr, en faisant son prisonnier dans le palais qui conserve son nom. Il capture également à cette occasion le célèbre Gibelin crémonais Buoso da Duera, qu'il laisse cependant libre.
En 1252, il remplace le podestat de Florence, Uberto da Mandello, et vient en aide à la ville de Lucques, assiégée par les Pisans. En novembre 1252, il fait frapper la première florin d'or pour les marchands florentins,. La même année, grâce au patronage de la famille Frescobaldi, il fait construire le pont Santa Trinita. Pour ses services au parti guelfe, il reçoit du pape Innocent IV une faveur envers sa famille. En 1258, après la bataille d'Ostiano, il est capturé par Ezzelino da Romano seulement après le versement d'une rançon importante. En 1262, il devient podestat de Todi.